# 斯里斯萊斯冰原島峰

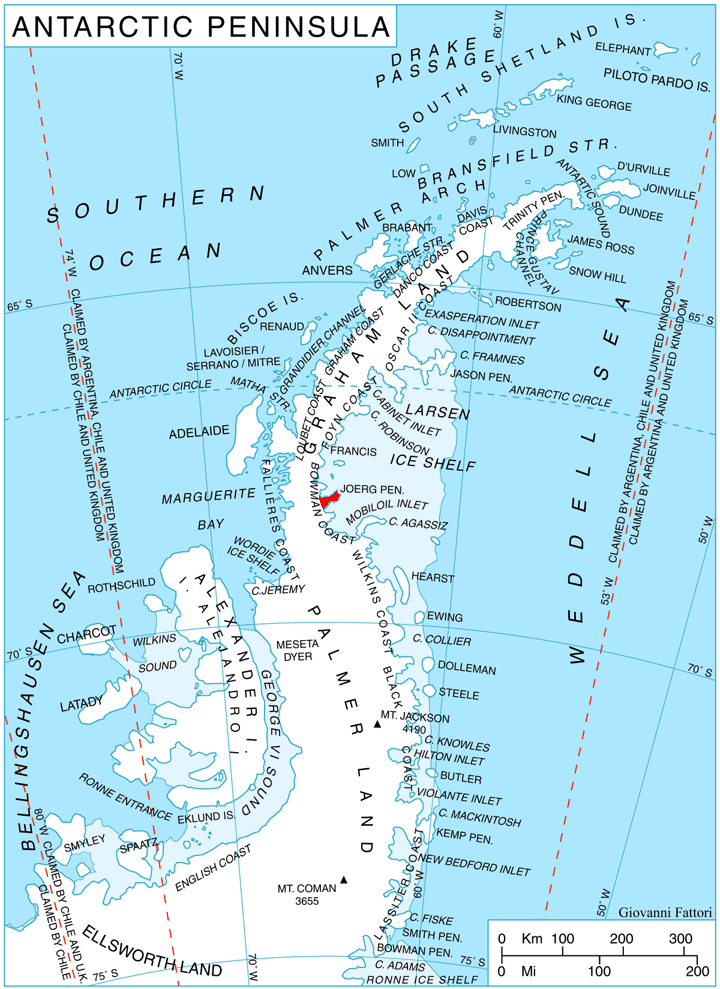

68°2′S 64°57′W / 68.033°S 64.950°W
斯里斯萊斯冰原島峰（英語：Three Slice Nunatak），是南極洲的冰原島峰，位於葛拉漢地的鮑曼海岸，處於焦格半島東北端，長2.8公里，海拔高度500米，現時由南極條約體系管理。